# دو ولی (کنتاکلی)
دو ولی (به انگلیسی: Doe Valley) یک محدوده ثبت‌نشده در ایالات متحده آمریکا است که در کنتاکی واقع شده‌است. دو ولی ۱٬۹۳۱ نفر جمعیت دارد و ۱۸۵٫۰۲ متر بالاتر از سطح دریا واقع شده‌است.